# Auxis
Auxis è un genere di pesci ossei marini appartenenti alla famiglia Scombridae. Entrambe le specie hanno il nome comune Biso (oppure Tombarello).

## Distribuzione e habitat
Le due specie sono diffuse in tutti i mari e gli oceani tropicali e subtropicali e sono entrambe presenti nel mar Mediterraneo con le loro sottospecie nominali (A. thazard thazard e A. rochei rochei).
Sono pelagici ma si trovano spesso in acque costiere.

## Specie
- Auxis rochei
  - Auxis rochei eudorax
  - Auxis rochei rochei
- Auxis thazard
  - Auxis thazard brachydorax
  - Auxis thazard thazard